# Белозёрки (Курганская область)
Белозёрки (тат. Кызыл Урал) — деревня в Целинном муниципальном округе Курганской области России.

## География
Деревня находится на юго-западе Курганской области, в пределах юго-западной части Западно-Сибирской равнины, на правом берегу реки Чёрной, на расстоянии примерно 23 километра (по прямой) к юго-западу от села Целинного, административного центра округа.

### Климат
Климат характеризуется как резко континентальный, с холодной продолжительной малоснежной зимой и жарким сухим летом. Средняя продолжительность безморозного периода составляет 113 дней. Среднегодовое количество атмосферных осадков — 397мм.

## История
Село основано татарами из села Трёхозёрки в 1920-е годы.

## Население
| 1989 | 2002 | 2010 |
| ---- | ---- | ---- |
| 131  | ↗150 | ↘118 |

### Национальный состав
Согласно результатам Всероссийской переписи населения 2002 года, в национальной структуре населения татары составляли 86 %.

## Инфраструктура
В селе имеется мусульманская община.